# Uran
Uran – gazowy olbrzym, siódma od Słońca planeta Układu Słonecznego, trzecia pod względem wielkości i czwarta pod względem masy. Nazwa planety pochodzi od Uranosa, greckiego boga, uosobienia nieba (klasyczna greka: Οὐρανός), ojca Kronosa (Saturna) i dziada Zeusa (Jowisza). Choć jest widoczny gołym okiem podobnie jak pięć innych planet, umknął uwadze starożytnych obserwatorów z powodu małej jasności i powolnego ruchu po sferze niebieskiej. William Herschel ogłosił odkrycie planety 13 marca 1781, po raz pierwszy w historii rozszerzając znane granice Układu Słonecznego. Uran to również pierwsza planeta odkryta przy pomocy teleskopu.
Uran budową i składem chemicznym przypomina Neptuna, a obie planety mają odmienną budowę i skład niż większe gazowe olbrzymy: Jowisz i Saturn. Astronomowie czasem umieszczają je w oddzielnej kategorii „lodowych olbrzymów”. Atmosfera Urana, chociaż składa się głównie z wodoru i helu (podobnie jak atmosfery Jowisza i Saturna), zawiera więcej zamrożonych substancji lotnych (tzw. lodów) niż atmosfery większych planet-olbrzymów; są to substancje takie jak woda, amoniak i metan oraz śladowe ilości węglowodorów. Jest najzimniejszą atmosferą planetarną w Układzie Słonecznym; minimalna temperatura to 49 K (−224 °C). Ma ona złożoną, warstwową strukturę. Uważa się, że jej najniższe chmury tworzy woda, a najwyższa warstwa chmur jest utworzona z kryształków metanu. Z kolei wnętrze Urana składa się głównie z lodów i skał.
Podobnie jak inne planety-olbrzymy, Uran posiada system pierścieni, magnetosferę i liczne księżyce. System Urana ma unikatową konfigurację wśród planet, ponieważ jego oś obrotu jest silnie nachylona i znajduje się prawie w płaszczyźnie orbity planety. W tej sytuacji jego biegun północny i południowy leżą tam, gdzie równik większości innych planet. Widziane z Ziemi pierścienie Urana czasami układają się wokół planety jak tarcza łucznicza, zaś regularne księżyce planety krążą wokół niej jak wskazówki zegara, a w pobliżu równonocy (jak na przełomie 2007 i 2008 roku) pierścienie planety są ustawione krawędzią do osi obserwacji. W 1986 obrazy z sondy Voyager 2 pokazały Urana jako planetę praktycznie pozbawioną wyróżniających się cech powierzchni w świetle widzialnym, bez pasm chmur i burz podobnych do istniejących na pozostałych planetach-olbrzymach. Jednak w pierwszej dekadzie XXI w. obserwacje z Ziemi ukazały oznaki zmian pór roku i zwiększonej aktywności zjawisk pogodowych, gdy Uran zbliżył się do równonocy. Prędkość wiatru na Uranie może osiągnąć 250 metrów na sekundę (900 km/h).
Na nocnym niebie jawi się jako ledwo widoczny gołym okiem obiekt o jasności 5-6 magnitudo.

## Historia

### Odkrycie
Urana obserwowano już wielokrotnie przed odkryciem, jednak był on mylony z gwiazdą. Pierwsza historyczna obserwacja miała miejsce w 1690, kiedy John Flamsteed obserwował planetę co najmniej sześć razy, skatalogował ją jednak błędnie jako gwiazdę 34 Tauri. Francuski astronom Pierre Lemonnier obserwował Urana co najmniej dwanaście razy w latach 1750–1769, w tym przez cztery kolejne noce.
Sir William Herschel obserwował planetę 13 marca 1781 w ogrodzie swego domu przy 19 New King Street, w miejscowości Bath w hrabstwie Somerset (obecnie Herschel Museum of Astronomy), ale początkowo (26 kwietnia 1781) ogłosił swoje odkrycie jako kometę. Herschel „zaangażował się w szereg prac dotyczących paralaksy gwiazd stałych” za pomocą teleskopu własnej konstrukcji.
W swoim dzienniku zapisał: „w kwartylu blisko ζ Tauri … Mgława Gwiazda albo – być może – Kometa”. 17 marca zauważył: „Szukałem Komety lub Mgławej Gwiazdy i stwierdziłem, że jest to Kometa, ponieważ zmieniła swe położenie”. Przedstawiając swoje odkrycie Towarzystwu Królewskiemu, nadal twierdził, że znalazł kometę, ale pośrednio porównał ją też do planety:

Moc, którą miałem, kiedy po raz pierwszy zobaczyłem Kometę, była równa 227. Z doświadczenia wiem, że średnice gwiazd stałych nie są proporcjonalnie powiększane z większą mocą, jak planety; dlatego teraz użyłem mocy 460 i 932 i stwierdziłem, że średnica komety wzrosła w stosunku do mocy, jak to powinno być przy założeniu, że nie jest gwiazdą stałą, podczas gdy średnica gwiazd, z którymi ją porównywałem nie wzrosła w tym samym stosunku. Ponadto kometa powiększona znacznie ponad to, co dopuszczało jej światło, jawiła się mglista i niewyraźna, zaś gwiazdy zachowały blask i ostrość, którą z wielu tysięcy obserwacji wiedziałem, że zachowują. Powtórzenie pokazało, że moje przypuszczenia były uzasadnione, dowodząc, że to Kometę ostatnio obserwowaliśmy.

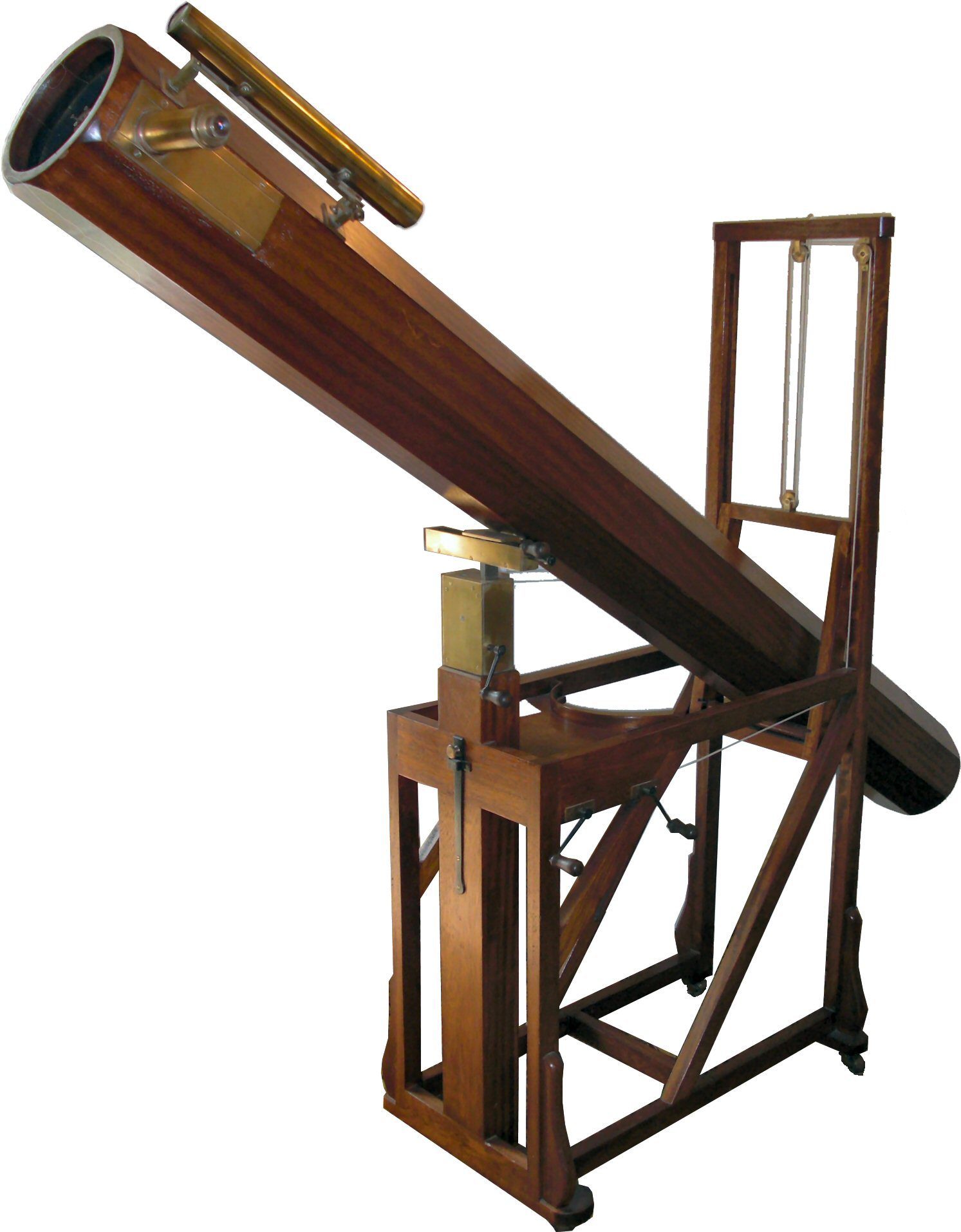
Replika teleskopu, którym William Herschel odkrył Urana, Herschel Museum of Astronomy w Bath

Herschel poinformował astronoma królewskiego, Nevila Maskelyne’a, o odkryciu i otrzymał w odpowiedzi 23 kwietnia następujący list: „Nie wiem, jak to nazwać. To może być zarówno regularna planeta poruszająca się po niemal kołowej orbicie wokół Słońca, jak kometa poruszająca się po orbicie bardzo ekscentrycznej. Jak dotąd nie widziałem jeszcze żadnej komy lub warkocza”.
Choć Herschel nadal ostrożnie opisywał nowy obiekt jako kometę, inni astronomowie zaczęli już podejrzewać, że natura tego ciała jest inna. Rosyjski astronom Anders Johan Lexell jako pierwszy obliczył orbitę nowego obiektu i odkrył, że jest prawie kołowa, co doprowadziło go do wniosku, że jest to raczej planeta niż kometa. W Berlinie astronom Johann Elert Bode opisał odkrycie Herschela jako „ruchomą gwiazdę, która może zostać uznana za nieznany, podobny do planety obiekt, krążący poza orbitą Saturna”. Bode również stwierdził, że jego prawie kołowa orbita bardziej pasuje do planety niż komety.
Obiekt został wkrótce powszechnie uznany za nową planetę. W 1783 Herschel osobiście powiadomił o tym fakcie prezesa Royal Society, Josepha Banksa: „W oparciu o obserwacje najwybitniejszych astronomów w Europie wydaje się, że nowa gwiazda, którą miałem zaszczyt wskazać im w marcu 1781, jest planetą Układu Słonecznego”. W uznaniu jego osiągnięć Jerzy III Hanowerski przyznał Herschelowi roczne stypendium w wysokości 200 funtów, pod warunkiem że przeniesie się do Windsoru, aby mieszkająca na tamtejszym zamku rodzina królewska także mogła popatrzeć na niebo przez jego teleskopy.

### Nazwa
Maskelyne poprosił Herschela, „aby uczynił przysługę światu astronomów, nadając nazwę swojej planecie, która jest jego, i za której odkrycie jesteśmy niezmiernie zobowiązani”. W odpowiedzi na wniosek Maskelyne’a Herschel postanowił nazwać obiekt Georgium Sidus („gwiazdą Jerzego”) na cześć swojego patrona, króla Jerzego III. W liście do Josepha Banksa wyjaśnił tę decyzję w następujący sposób:

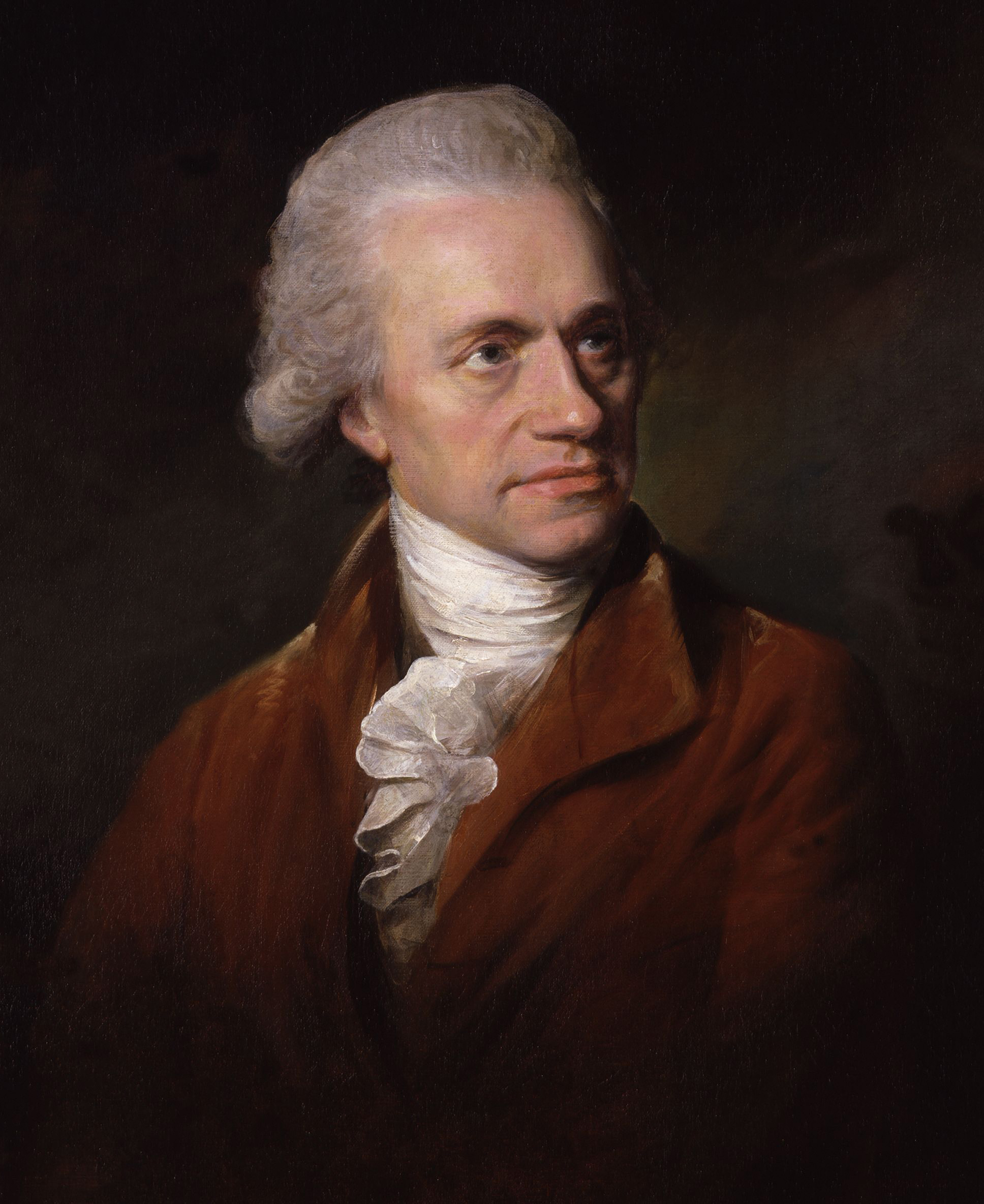
Odkrywca Urana William Herschel

We wspaniałych wiekach starożytności nazwy Merkury, Wenus, Mars, Jowisz i Saturn zostały nadane planetom jako imiona najważniejszych bohaterów i bóstw. W obecnych, bardziej filozoficznych czasach, raczej niewskazane byłoby wracanie do tej metody i nadanie nazwy Juno, Pallas, Apollo czy Minerwa naszemu nowemu ciału niebieskiemu. Pierwszym skojarzeniem, jakie budzi zdarzenie lub godny uwagi incydent, jest – jak się zdaje – czas, w jakim miał on miejsce; jeśli w przyszłości padnie pytanie, kiedy została odkryta ta ostatnia planeta, będzie bardzo satysfakcjonującym odpowiedzieć: „za rządów króla Jerzego Trzeciego”.

Proponowana przez Herschela nazwa nie była popularna poza Wielką Brytanią; wkrótce też zaproponowano inne nazwy. Francuski astronom Jérôme Lalande zaproponował nazwać planetę „Herschel” – na cześć jej odkrywcy. Szwedzki astronom Erik Prosperin zaproponował nazwę „Neptun”, która zyskała poparcie innych astronomów, którym spodobał się pomysł upamiętnienia zwycięstwa brytyjskiej Królewskiej Marynarki Wojennej podczas wojny o niepodległość Stanów Zjednoczonych, nawet poprzez nazwanie nowej planety „Neptun Jerzego III” lub „Neptun Wielkiej Brytanii”. Bode z kolei zaproponował nazwę „Uran”, zlatynizowaną wersję imienia greckiego boga nieba, Uranosa. Argumentował, że podobnie jak Saturn był ojcem Jowisza, tak nowa planeta powinna być nazwana imieniem ojca Saturna. W 1789 kolega Johanna Bodego z Królewskiej Akademii Nauk, Martin Klaproth, nazwał nowo odkryty pierwiastek „uran” w geście poparcia jego propozycji. Ostatecznie nazwa zaproponowana przez Bodego zyskała największą popularność, a w 1850 stała się jedyną używaną, kiedy HM Nautical Almanac Office (Biuro Almanachu Nawigacyjnego Jej Królewskiej Mości) zaczęło stosować nazwę Uran zamiast Georgium Sidus. Uran jest jedyną planetą (nie uwzględniając Ziemi), której nazwa pochodzi od postaci z mitologii greckiej, a nie rzymskiej.
W językach chińskim, japońskim, koreańskim i wietnamskim, nazwa planety jest przetłumaczona dosłownie jako król nieba (天王星).

### Symbol
Astronomiczny symbol tej planety to . Jest to połączenie symboli Marsa i Słońca, ponieważ Uran to w mitologii greckiej bóg nieba, które było uważane za zdominowane przez połączone siły Słońca i Marsa. Jego symbol astrologiczny to ; zaproponował go w 1784 Lalande w liście do Herschela. Lalande opisał go jako „un globe surmonté par la première lettre de votre nom” („glob zwieńczony pierwszą literą Twojego nazwiska”).

## Orbita i obrót

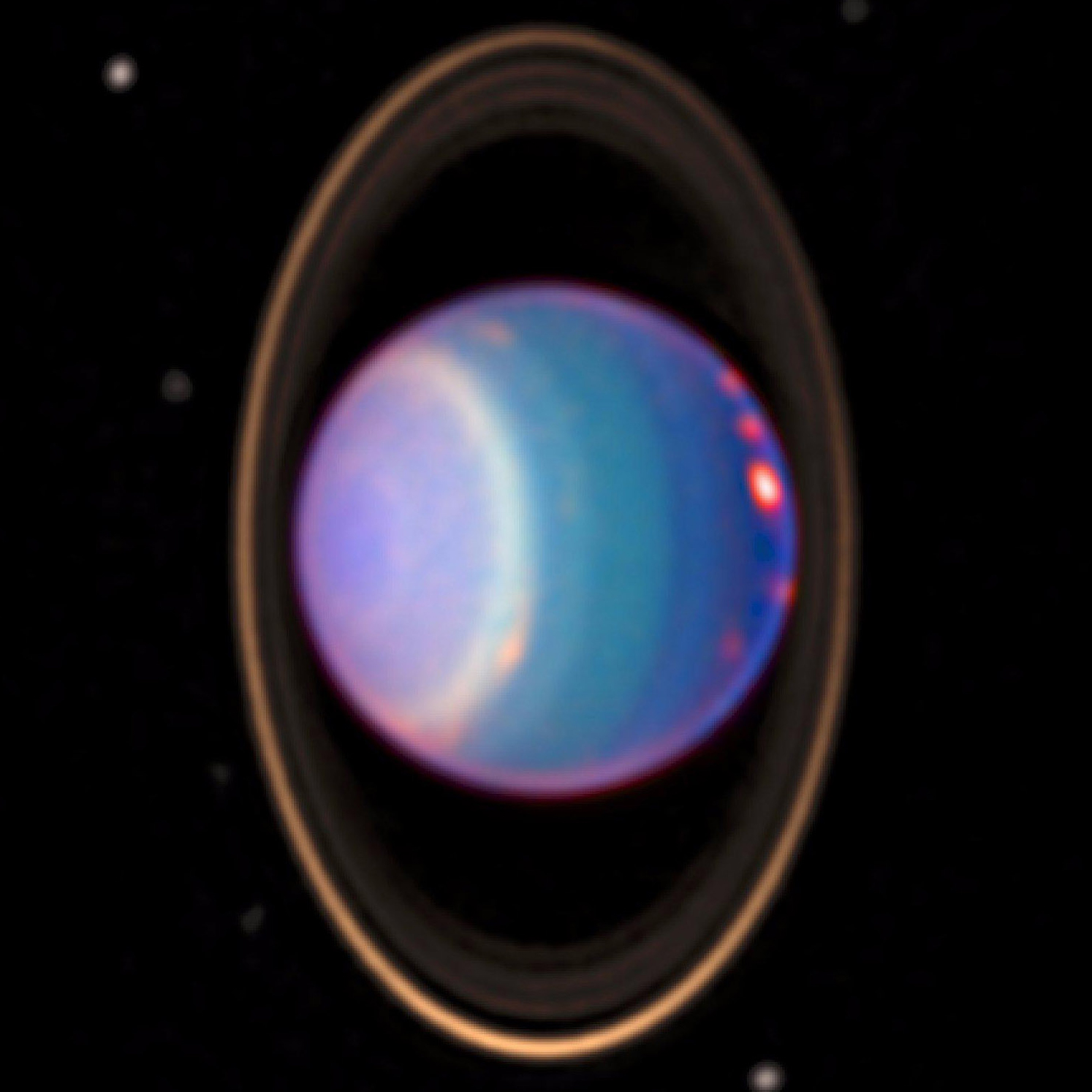
Uran w bliskiej podczerwieni (w fałszywych kolorach) z pasmami chmur, pierścieniami i księżycami, kamera Teleskopu Hubble’a, 1998

Uran jedno okrążenie Słońca wykonuje w 84 lata. Jego średnia odległość od Słońca wynosi około 3 miliardów km (20 au). Intensywność światła słonecznego na Uranie stanowi ok. 1/400 intensywności na Ziemi. Jego orbita została wyznaczona po raz pierwszy w 1783 przez Pierre’a Simona de Laplace. Z czasem zaczęły być widoczne rozbieżności między przewidywaniami i obserwacjami ruchu Urana po orbicie. W 1841 John Couch Adams po raz pierwszy zasugerował, że różnice mogą być spowodowane przez przyciąganie grawitacyjne innej, nieznanej planety. W 1845 Urbain Le Verrier rozpoczął własne, niezależne badania orbity Urana. 23 września 1846 Johann Gottfried Galle odkrył kolejną planetę, później nazwaną Neptunem, w pobliżu miejsca przewidzianego przez Le Verriera.
Jeden obrót Urana wokół własnej osi trwa 17 godzin 14 minut. Jednak, podobnie jak na wszystkich gazowych olbrzymach, w jego górnych warstwach atmosfery występują bardzo silne wiatry w kierunku ruchu obrotowego planety. W niektórych szerokościach uranograficznych, w szczególności około 60°S, wyróżniające się elementy atmosfery poruszają się znacznie szybciej, wykonując pełny obieg w ciągu zaledwie 14 godzin.

### Nachylenie
Oś obrotu Urana jest nachylona pod kątem 97,77° do kierunku prostopadłego do ekliptyki, tak więc jego oś obrotu znajduje się niemal w płaszczyźnie Układu Słonecznego. Skutkuje to zmianami pór roku całkowicie odmiennymi od zachodzących na innych planetach. Ruch obrotowy innych planet można wizualizować jako obrót przechylonego bączka na płaszczyźnie Układu Słonecznego, podczas gdy Uran obraca się tak, jakby leżał „na boku”. W czasie przesilenia jeden biegun jest zwrócony do Słońca; znajduje się ono niemal w zenicie nad tym biegunem. Jedynie wąski pas wokół równika doświadcza szybkiego cyklu dzień-noc, jednak Słońce porusza się tam bardzo blisko linii horyzontu, jak w ziemskich regionach polarnych w czasie równonocy. Po przeciwnej stronie orbity Urana orientacja biegunów względem Słońca jest odwrotna. Każdy biegun przez około 42 lata ziemskie doświadcza zjawiska dnia polarnego, a następnie przez kolejne 42 lata nocy polarnej. Podczas równonocy Słońce znajduje się ponad równikiem, dając cykl dnia i nocy podobny do większości innych planet. Równonoc na Uranie miała miejsce 7 grudnia 2007 roku.
| Półkula północna   | Lata       | Półkula południowa |
| ------------------ | ---------- | ------------------ |
| Przesilenie zimowe | 1902, 1986 | Przesilenie letnie |
| Równonoc wiosenna  | 1923, 2007 | Równonoc jesienna  |
| Przesilenie letnie | 1944, 2028 | Przesilenie zimowe |
| Równonoc jesienna  | 1965, 2049 | Równonoc wiosenna  |

Jednym z rezultatów takiej orientacji osi jest to, że średnio w ciągu roku regiony polarne Urana otrzymują więcej energii od Słońca niż obszary równikowe. Niemniej, Uran jest cieplejszy na równiku niż na biegunach. Nie jest znany mechanizm, który za to zjawisko odpowiada. Także powód niezwykłego nachylenia osi Urana nie jest znany z całą pewnością. Według pewnej hipotezy, w początkowych etapach tworzenia się Układu Słonecznego masywna protoplaneta zderzyła się z Uranem, powodując przechylenie osi obrotu planety.
W czasie przelotu w 1986 sondy Voyager 2 południowy biegun planety był oświetlony przez Słońce. Określenie tego bieguna mianem „południowy” opiera się na definicji obecnie przyjętej przez Międzynarodową Unię Astronomiczną, która stwierdza, że północnym biegunem planety lub księżyca jest nazywany ten, który znajduje się ponad płaszczyzną Laplace’a Układu Słonecznego (płaszczyzną przechodzącą przez barycentrum i prostopadłą do wektora momentu pędu), niezależnie od tego, w którą stronę dane ciało się obraca. Czasem jednak używana jest inna konwencja, według której biegun północny określany jest zgodnie z regułą prawej dłoni, w zależności od kierunku obrotu planety. Zgodnie z tą konwencją to północny biegun był oświetlony przez Słońce w 1986.

### Widoczność
Od 1995 do 2006 wielkość gwiazdowa Urana wahała się między +5,6m i +5,9m, czyli na granicy widoczności dla ludzkiego oka (+6,5m). Jego średnica kątowa wynosi od 3,4 do 3,7 sekundy kątowej, w porównaniu z 16 do 20 sekundy w przypadku Saturna i od 32 do 45 dla Jowisza. W opozycji Uran jest widoczny gołym okiem na ciemnym niebie, i staje się łatwym celem, nawet w warunkach obserwacji miejskich za pomocą lornetki. Przez większe teleskopy amatorskie o średnicy obiektywu pomiędzy 15 i 23 cm planeta wygląda jak blady, cyjanowy (turkusowy) dysk z wyraźnym pociemnieniem brzegowym. Przy pomocy dużego teleskopu (ok. 25 cm lub większego) można dostrzec chmury na powierzchni, jak również niektóre z większych satelitów, jak Tytania i Oberon.

## Struktura wewnętrzna

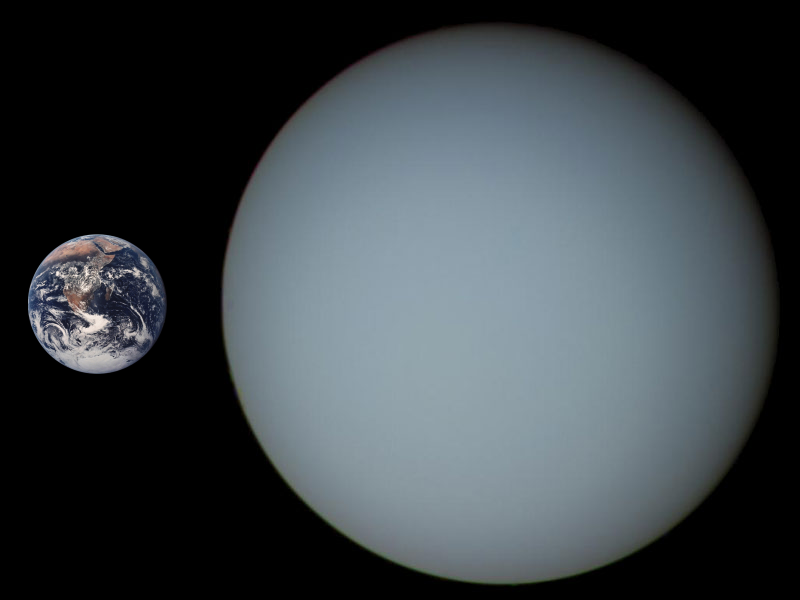
Porównanie wielkości Urana i Ziemi

Model wnętrza Urana

Uran ma najmniejszą masę wśród planet-olbrzymów (około 14,5 razy większą od masy Ziemi), choć jego średnica jest nieznacznie większa niż Neptuna (około cztery razy większa niż ziemska). Gęstość Urana wynosi 1,32 g/cm³; jest on drugą najmniej gęstą planetą – po Saturnie. Wynika z tego, że składa się głównie z różnych lodów (zestalonych substancji lotnych), takich jak woda, amoniak i metan. Łączna masa składników tworzących płaszcz lodowy nie jest dokładnie znana, ponieważ w zależności od wybranego modelu uzyskuje się różne wyniki, jednak musi zawierać się pomiędzy 9,3 a 13,5 masy Ziemi. Wodór i hel stanowią jedynie niewielką część masy planety – od 0,5 do 1,5 mas Ziemi. Na pozostałą część masy (od 0,5 do 3,7 masy Ziemi) składa się materiał skalny.
Standardowy model struktury Urana zakłada istnienie trzech warstw: skalistego jądra w centrum, lodowego płaszcza i zewnętrznej atmosfery wodorowo-helowej. Jądro jest stosunkowo niewielkie; ma masę 0,55 masy Ziemi i promień mniejszy niż 20% promienia Urana; płaszcz obejmuje większość planety, ma masę około 13,4 mas Ziemi, podczas gdy górna atmosfera ma masę tylko około 0,5 masy Ziemi i rozciąga się przez ostatnie 20% promienia Urana. Gęstość jądra Urana wynosi około 9 g/cm³, ciśnienie w centrum jest równe 8 Mbar (800 GPa), a temperatura ma wartość około 5000 K. Płaszcz lodowy nie składa się z lodu w konwencjonalnym sensie, ale z gorącego i gęstego płynu składającego się z wody, amoniaku i innych lotnych substancji. Płyn ten, o dużej przewodności elektrycznej, nazywa się czasem oceanem wodno-amoniakalnym. Pod względem składu chemicznego Uran i Neptun bardzo różnią się od Jowisza i Saturna, w ich wnętrzu lód dominuje nad gazem, co uzasadnia ich odrębną klasyfikację jako „lodowych olbrzymów”. We wnętrzu tych planet może istnieć warstwa tzw. „wody jonowej” (ang. ionic water), w której cząsteczki wody rozkładają się na jony wodoru i tlenu, a także głębsza warstwa, w której woda staje się przewodnikiem superjonowym: jony wodoru poruszają się swobodnie w sieci krystalicznej jonów tlenu.
Powyższy model można uznać za standardowy, ale nie jest on jedynym możliwym; istnieją inne modele, które także zgadzają się z obserwacjami. Na przykład jeśli znaczne ilości wodoru i materiałów skalnych są zmieszane z płaszczem lodowym, to masa całkowita lodu we wnętrzu jest odpowiednio mniejsza, a łączna masa skał i wodoru będzie większa. Obecnie dostępne dane nie pozwalają określić, który model lepiej opisuje rzeczywistą budowę planety. Wnętrze Urana jest płynne, co oznacza, że nie ma on stałej powierzchni. Gazowa atmosfera stopniowo przechodzi w wewnętrzną warstwę cieczy. Standardowo uznaje się, że powierzchnia planety jest powierzchnią elipsoidy obrotowej, otaczającej planetę na tym poziomie atmosfery, na którym ciśnienie atmosferyczne jest równe 1 bar (100 kPa). Ma ona promień równikowy i biegunowy równy odpowiednio 25 559 ± 4 km i 24 973 ± 20 km. Ta powierzchnia jest używana jako poziom odniesienia do określania względnej wysokości, tak jak poziom morza na Ziemi.

### Wewnętrzne ciepło
Wewnętrzne ciepło Urana jest znacznie mniejsze niż pozostałych planet-olbrzymów, a strumień cieplny jest mały. Nie wiadomo, dlaczego wnętrze Urana jest tak chłodne. Neptun, który krąży w tej samej części Układu Słonecznego i ma podobną wielkość i skład, wypromieniowuje w przestrzeń 2,61 raza więcej energii, niż otrzymuje od Słońca. Uran natomiast oddaje prawie tyle samo ciepła, ile otrzymuje. Całkowita energia promieniowania cieplnego Urana w zakresie dalekiej podczerwieni jest równa 1,06 ± 0,08 energii słonecznej pochłanianej przez atmosferę. W wartościach bezwzględnych gęstość strumienia ciepła Urana wynosi 0,042 ± 0,047 W/m² i jest mniejsza niż średnia gęstość strumienia ciepła pochodzącego z wnętrza Ziemi o 0,075 W/m². Najniższą temperaturę zanotowano w tropopauzie Urana; była ona równa 49 K (−224 °C), co powoduje, że Uran jest najzimniejszą planetą w Układzie Słonecznym.
Jedna z hipotez wyjaśniających ten paradoks sugeruje, że uderzenie planetoidy o znacznej masie, które spowodowało przechylenie osi obrotu planety, sprawiło także, że Uran wydalił większość swojego pierwotnego ciepła i spadek temperatury jądra. Inna hipoteza zakłada, że w górnych warstwach planety istnieje warstwa, która utrudnia wypływ ciepła z jądra planety. Na przykład w warstwach różniących się składem może zachodzić konwekcja, która tłumi przewodzenie ciepła ku powierzchni.

### Diamenty
Temperatura i ciśnienie na Uranie (podobnie jak na Neptunie) są wystarczające, aby metan przekształcał się w mieszaninę pyłu diamentowego i węglowodorów. Na tej podstawie niektórzy naukowcy przewidują występowanie tam diamentowych deszczów i oceanów.

## Atmosfera
Chociaż Uran nie ma dobrze określonej stałej powierzchni, najbardziej zewnętrzna część Urana, która jest dostępna teledetekcji, nazywana jest atmosferą. Możliwość badań przy pomocy czujników sond kosmicznych rozciąga się aż do około 300 km poniżej umownej powierzchni (poziomu, gdzie ciśnienie ma wartość 1 bara, czyli 100 kPa), gdzie panuje ciśnienie około 100 barów (10 MPa) i temperatura około 320 K. Bardzo rozrzedzona „korona” atmosfery rozciąga się na ponad dwa promienie planety ponad umowną powierzchnię na poziomie 1 bara. Atmosferę Urana można podzielić na trzy warstwy: troposferę, na wysokości od −300 do 50 km i w zakresie ciśnień od 100 do 0,1 bar (10 MPa – 10 kPa); stratosferę, obejmującą wysokości od 50 do 4000 km i ciśnienia pomiędzy 0,1 i 10−10 bar (10 kPa – 10 µPa), oraz termosferę (koronę) rozciągającą się od 4000 km do 50 000 km od powierzchni. Brak mezosfery.

### Skład atmosfery
Skład atmosfery Urana różni się od składu całej planety; składa się ona głównie z molekularnego wodoru i helu. Ułamek molowy helu, czyli liczba atomów helu na łączną liczbę cząsteczek gazu, jest równy 0,15 ± 0,03 w górnej troposferze, co odpowiada 0,26 ± 0,05 masy. Wartość ta jest bardzo bliska zawartości helu w mgławicy protosłonecznej, 0,275 ± 0,01, co wskazuje, że hel nie opadł do wnętrza planety, tak jak to miało miejsce w innych gazowych olbrzymach. Trzecim najczęściej występującym składnikiem atmosfery Urana jest metan (CH4). Metan posiada widoczne pasma absorpcji w zakresie widzialnym i bliskiej podczerwieni, nadając Uranowi cyjanowy kolor. Metan stanowi 2,3% atmosfery (pod względem liczby cząsteczek) poniżej pokładu chmur metanowych, na poziomie ciśnienia 1,3 bara (130 kPa); odpowiada to około 20 do 30 razy większej zawartości węgla niż na Słońcu. Stosunek zmieszania jest znacznie niższy w górnych warstwach atmosfery, ze względu na bardzo niskie temperatury, które obniżają poziom nasycenia i powoduje, że nadmiar metanu ulega zamrożeniu i opada. Obfitość mniej lotnych związków, takich jak amoniak, woda i siarkowodór, w głębszych warstwach atmosfery jest słabo znana. Jednak prawdopodobnie ich zawartość na planecie jest również większa niż na Słońcu. W stratosferze Urana oprócz metanu występują śladowe ilości różnych węglowodorów; uważa się, że są one wytwarzane na skutek fotolizy metanu, wywołanej przez słoneczne promieniowanie nadfioletowe. Należą do nich etan (C
2H
6), acetylen (C
2H
2), propyn (CH
3C
2H) i diacetylen (C
2HC
2H). Obserwacje spektroskopowe wykazały również śladowe ilości pary wodnej, tlenku węgla i dwutlenku węgla w górnych warstwach atmosfery, które mogą pochodzić tylko z zewnętrznego źródła, takiego jak pył międzyplanetarny i pochodzący z pierścieni oraz spadające komety.

### Troposfera

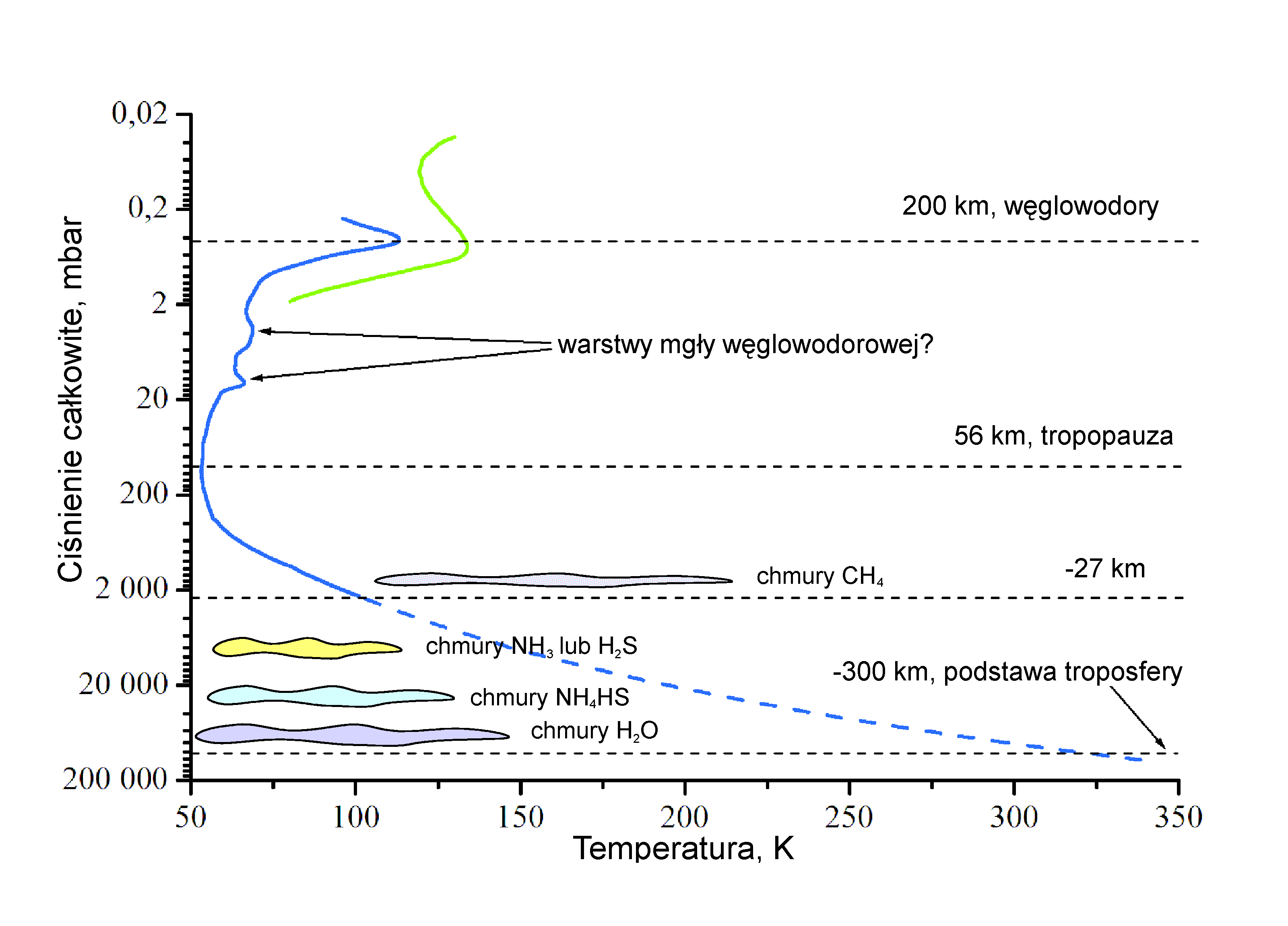
Profil temperatury Urana w dolnej troposferze i stratosferze – ukazane są również warstwy mgły i chmur

Troposfera jest najniższą i najgęstszą częścią atmosfery i charakteryzuje się spadkiem temperatury wraz z wysokością. Temperatura spada z około 320 K w dolnej warstwie troposfery na poziomie −300 km, do 53 K na wysokości 50 km nad powierzchnią Urana. Temperatura w najchłodniejszym rejonie górnej troposfery, tropopauzie może zmieniać się w przedziale między 49 a 57 K w zależności od szerokości planetograficznej. Region tropopauzy jest odpowiedzialny za większość emisji ciepła planety w zakresie dalekiej podczerwieni, a tym samym określa efektywną temperaturę planety 59,1 ± 0,3 K.
Uważa się, że troposfera posiada bardzo skomplikowaną strukturę chmur; chmury wodne mogą istnieć w zakresie ciśnienia od 50 do 100 barów (5 do 10 MPa), chmury wodorosiarczku amonu znajdują się w zakresie od 20 do 40 barów (2 do 4 MPa), chmury amoniaku lub siarkowodoru istnieją w zakresie ciśnienia od 3 do 10 barów (0,3 do 1 MPa); bezpośrednio wykryto także cienkie chmury metanu na poziomie, gdzie ciśnienie ma wartości od 1 do 2 barów (0,1 do 0,2 MPa). Troposfera jest bardzo dynamiczną częścią atmosfery, występują w niej silne wiatry, jasne chmury i zmiany sezonowe, które zostaną omówione poniżej.

### Wyższe warstwy atmosfery
Środkowa warstwa atmosfery Urana to stratosfera, w której temperatura wzrasta wraz z wysokością na ogół od 53 K w tropopauzie do 800–850 K u podstawy termosfery. Ogrzewanie stratosfery powodowane jest przez absorpcję promieniowania słonecznego w zakresie ultrafioletu i podczerwieni przez metan i inne węglowodory, które tworzą się w tej części atmosfery na skutek fotolizy metanu. Ciepło jest również doprowadzane z gorącej termosfery. Węglowodory zajmują stosunkowo wąskie warstwy na wysokościach pomiędzy 100 i 280 km, w zakresie ciśnienia od 10 do 0,1 mbar (1000 do 10 kPa) i temperaturze od 75 do 170 K. Najbardziej rozpowszechnione są metan, acetylen i etan, które występują w stosunku zmieszania 10−7 w stosunku do wodoru. Stosunek zmieszania tlenku węgla jest na tej wysokości podobny. Cięższe węglowodory i dwutlenek węgla mają stosunki zmieszania o trzy rzędy wielkości mniejsze. Zawartość wody to około 7×10−9 zawartości wodoru. Etan i acetylen kondensują w chłodniejszej dolnej części stratosfery i tropopauzie (poniżej poziomu 10 mbar), tworząc warstwy mgły, co może być częściowo odpowiedzialne za mglisty wygląd tarczy Urana. Jednakże stężenie węglowodorów w stratosferze ponad poziomem mgły na Uranie jest znacznie niższe niż w stratosferze innych planet-olbrzymów.
Zewnętrzna warstwa atmosfery Urana, termosfera-korona, ma jednolitą temperaturę około 800–850 K. Źródła ciepła niezbędne do utrzymania tak wysokiej wartości nie są znane, ponieważ ani słoneczne promieniowanie w zakresie dalekiego i skrajnie dalekiego nadfioletu, ani aktywność zorzy nie może dostarczyć niezbędnej energii. Do utrzymywania wysokiej temperatury może przyczyniać się słaba wydajność chłodzenia, ze względu na brak węglowodorów w stratosferze, powyżej poziomu ciśnienia 0,1 mbar. Oprócz wodoru cząsteczkowego, termosfera-korona zawiera wiele wolnych atomów wodoru. Ich mała masa w połączeniu z wysoką temperaturą (co oznacza dużą energię kinetyczną cząsteczek) wyjaśnia, dlaczego korona rozciąga się do 50 000 km, na odległość dwóch promieni planety od powierzchni Urana. Taka korona jest unikatową cechą Urana. Efektem jej istnienia jest Opór aero(hydro)dynamiczny, jakiego doświadczają małe cząstki na orbicie Urana, który powoduje zubożenie pierścieni planety w pył. Termosfera Urana, wraz z górną częścią stratosfery, odpowiada jonosferze Urana. Obserwacje pokazują, że znajduje się ona na wysokości od 2000 do 10 000 km. Jonosfera Urana jest gęstsza niż jonosfery Saturna i Neptuna, co może wynikać z niskiego stężenia węglowodorów w stratosferze. Jonosfera jest utrzymywana głównie przez słoneczne promieniowanie UV, a jej gęstość zależy od aktywności słonecznej. W porównaniu do Jowisza i Saturna, aktywność zorzy jest nieznaczna.

## Pierścienie planety

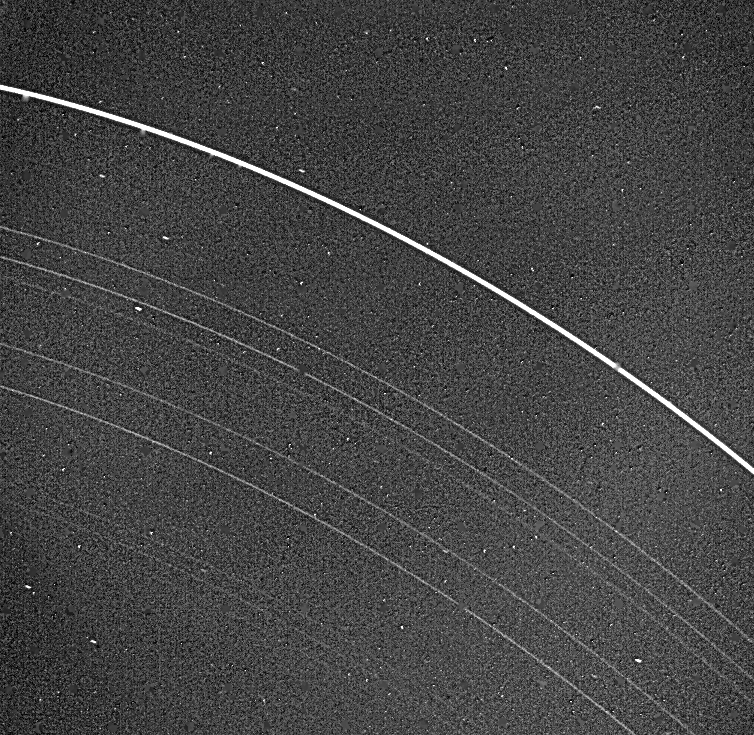
Wewnętrzne pierścienie Urana – widoczny jest jasny pierścień epsilon i osiem innych pierścieni

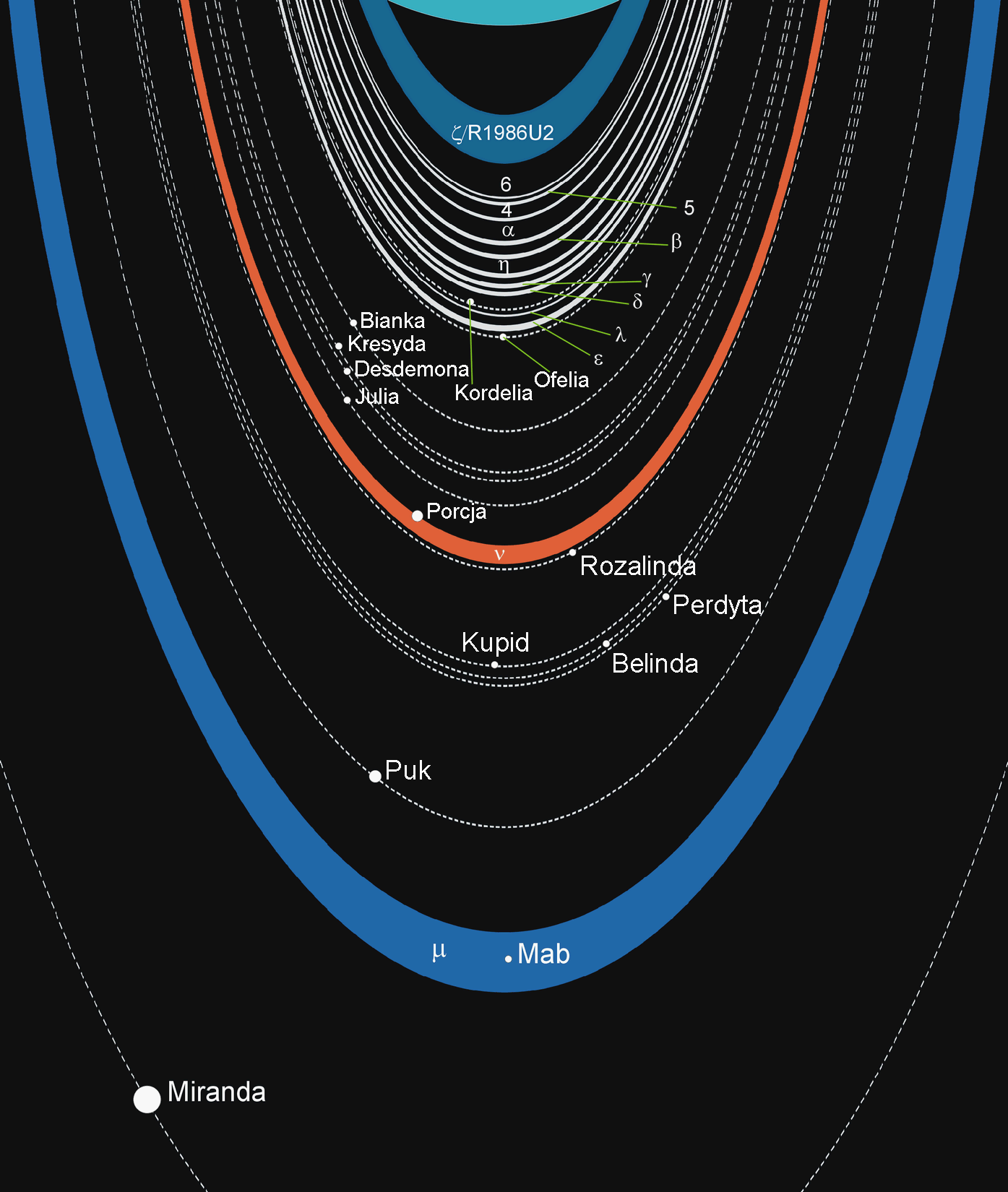
System pierścieni Urana i jego wewnętrzne satelity

Uran ma rozbudowany system pierścieni planetarnych, jest to drugi taki system odkryty w Układzie Słonecznym, po pierścieniach Saturna. Obecnie znanych jest trzynaście oddzielnych pierścieni, z których jedenaście jest bardzo wąskich – mają zaledwie kilka kilometrów szerokości. Tworzą je cząstki o zróżnicowanych rozmiarach, od mikrometrów do rzędu metra, które są znacznie ciemniejsze niż materia pierścieni Saturna. Układ pierścieni jest prawdopodobnie bardzo młody w skali czasu istnienia planety; modelowanie dynamiczne wskazuje, że nie mógł on powstać wraz z Uranem. Materia pierścieni mogła stanowić kiedyś część księżyca (lub księżyców), który został zniszczony przez silne uderzenia innych ciał. Z wielu fragmentów materii, które powstały w wyniku tych zderzeń, przetrwały tylko nieliczne, krążące w ograniczonej liczbie stabilnych stref, odpowiadających obecnemu położeniu pierścieni.
W 1789 William Herschel opisał dostrzeżony przez siebie pierścień wokół Urana. Ta obserwacja jest ogólnie uważana za wątpliwą, gdyż pierścienie planety są dosyć słabe, a przez dwa następne stulecia żaden inny obserwator nie zdołał ich zaobserwować. Mimo tych wątpliwości Herschel wykonał opis dobrze odpowiadający rozmiarowi pierścienia epsilon, jego nachyleniu w stosunku do obserwatora na Ziemi, opisał jego czerwonawy kolor i zmiany w trakcie podróży Urana dookoła Słońca. Niepowodzenie późniejszych obserwacji może być skutkiem dynamiki pierścieni, które zmieniają swoją jasność. Pierścienie Urana zostały oficjalnie odkryte 10 marca 1977 przez Jamesa L. Elliota, Edwarda W. Dunhama i Douglasa J. Minka przy pomocy Kuiper Airborne Observatory, obserwatorium promieniowania podczerwonego na pokładzie samolotu. Odkrycie było nieoczekiwane, uczeni planowali wykorzystać zakrycie gwiazdy SAO 158687 przez Urana do badania atmosfery planety. Jednak gdy ich obserwacje zostały przeanalizowane, okazało się, że gwiazda znikała z pola widzenia krótko pięć razy zarówno przed, jak i po zakryciu przez samą planetę. Doszli do wniosku, że wokół planety musi istnieć system pierścieni. Później wykryte zostały jeszcze cztery pierścienie. Pierścienie zostały bezpośrednio sfotografowane, gdy Voyager 2 przeleciał w pobliżu Urana w 1986. Sonda odkryła również dwa słabe pierścienie, zwiększając łączną liczbę znanych do jedenastu.
W grudniu 2005 Kosmiczny Teleskop Hubble’a wykrył dwa wcześniej nieznane pierścienie planety. Większy z nich znajduje się w odległości dwa razy większej niż wcześniej znane. Te nowe pierścienie są nazywane zewnętrznym układem pierścieni. Hubble odkrył również dwa małe księżyce, spośród których Mab dzieli orbitę z zewnętrznym pierścieniem μ. Nowe odkrycia zwiększyły liczbę znanych pierścieni Urana do 13. Pierścienie te zostały później odnalezione także na zdjęciach wykonanych przez Voyagera 2. W kwietniu 2006 nowe obrazy systemu pierścieni uzyskały Teleskopy Kecka, dostarczając informacji o kolorach pierścieni zewnętrznych: bardziej oddalony jest niebieski, a drugi czerwony.
Jedną z hipotez tłumaczących barwę zewnętrznego pierścienia jest to, że składa się on z drobnych cząstek lodu wyrzuconych przez uderzenia mikrometeorytów z powierzchni Mab, które są wystarczająco małe, aby rozpraszać światło niebieskie. Natomiast wewnętrzne pierścienie planety są szare.

## Pole magnetyczne

Pole magnetyczne Urana wykryte przez Voyagera 2 w 1986 – S i N oznaczają magnetyczne bieguny południowy i północny

Przed przybyciem Voyagera 2 nie wykonano żadnych pomiarów magnetosfery Urana, więc jej charakter pozostawał tajemnicą. Przed 1986 astronomowie spodziewali się, że kierunek pola magnetycznego Urana jest zgodny z wiatrem słonecznym, ponieważ wtedy bieguny magnetyczne odpowiadałyby biegunom geograficznym planety, które leżą blisko płaszczyzny ekliptyki.
Obserwacje Voyagera 2 wykazały, że pole magnetyczne Urana jest szczególne, zarówno dlatego, że nie pochodzi z geometrycznego środka planety, ale także oś magnetyczna jest odchylona o 59° od osi obrotu. W rzeczywistości dipol magnetyczny jest przesunięty z centrum planety w kierunku bieguna północnego aż o jedną trzecią promienia planety. Ta niezwykła geometria skutkuje bardzo asymetrycznym kształtem magnetosfery; natężenie pola magnetycznego na powierzchni półkuli południowej może mieć wartość 0,1 gausa (10 µT), podczas gdy na półkuli północnej osiąga 1,1 gausa (110 µT). Średnie pole na powierzchni jest równe 0,23 gausa (23 µT). Dla porównania na Ziemi pole magnetyczne jest w przybliżeniu równie silne na obu biegunach, a jej „magnetyczny równik” jest w przybliżeniu równoległy do geograficznego. Moment dipolowy Urana jest 50 razy większy niż Ziemi. Neptun posiada podobnie przesunięte i nachylone pole magnetyczne, co sugeruje, że może to być wspólna cecha lodowych olbrzymów. Według jednej z hipotez w przeciwieństwie do pól magnetycznych planet skalistych i gazowych, które wytwarzane są w jądrach, pola magnetyczne lodowych olbrzymów są generowane przez ruch materii na stosunkowo niewielkiej głębokości, na przykład przez ocean wodno-amoniakalny.
Pomimo nietypowej geometrii magnetosfera Urana jest podobna do spotykanych u innych planet: z łukową falą uderzeniową, znajdującą się w odległości około 23 promieni Urana przed planetą, po stronie Słońca, magnetopauzą w odległości 18 promieni Urana, rozwiniętym „ogonem magnetycznym” i pasami radiacyjnymi. Ogólnie rzecz biorąc, struktura magnetosfery Urana różni się od jowiszowej i bardziej przypomina magnetosferę Saturna. „Ogon magnetosferyczny” Urana rozciąga się za planetą (w kierunku od Słońca) na odległość milionów kilometrów, a obrót planety powoduje jego skręcenie na kształt korkociągu.
Magnetosfera Urana zawiera naładowane cząstki: protony i elektrony, z niewielką ilością jonów H+
2, cięższe jony nie zostały wykryte. Wiele z tych cząstek pochodzi prawdopodobnie z gorącej korony atmosfery. Energia jonów i elektronów może osiągać odpowiednio 4 i 1,2 MeV. Gęstość niskoenergetycznych (poniżej 1 keV) jonów w wewnętrznej magnetosferze to około 2 cm−3. Na cząstki uwięzione w polu magnetycznym planety silny wpływ mają księżyce, które przechodząc przez magnetosferę pozostawiają obserwowalne wyrwy. Strumień cząstek uderzających w powierzchnie księżyców jest wystarczająco duży, aby powodować jej pociemnienie lub proces wietrzenia w astronomicznie krótkiej skali czasu rzędu 100 000 lat. Może to być przyczyną jednolicie ciemnego zabarwienia księżyców i pierścieni. Na Uranie występują stosunkowo dobrze rozwinięte zorze, które są obserwowane jako jasne łuki wokół obu biegunów magnetycznych. Jednak w przeciwieństwie do Jowisza zorze Urana wydają się nie mieć wpływu na bilans energetyczny termosfery planety.

## Klimat

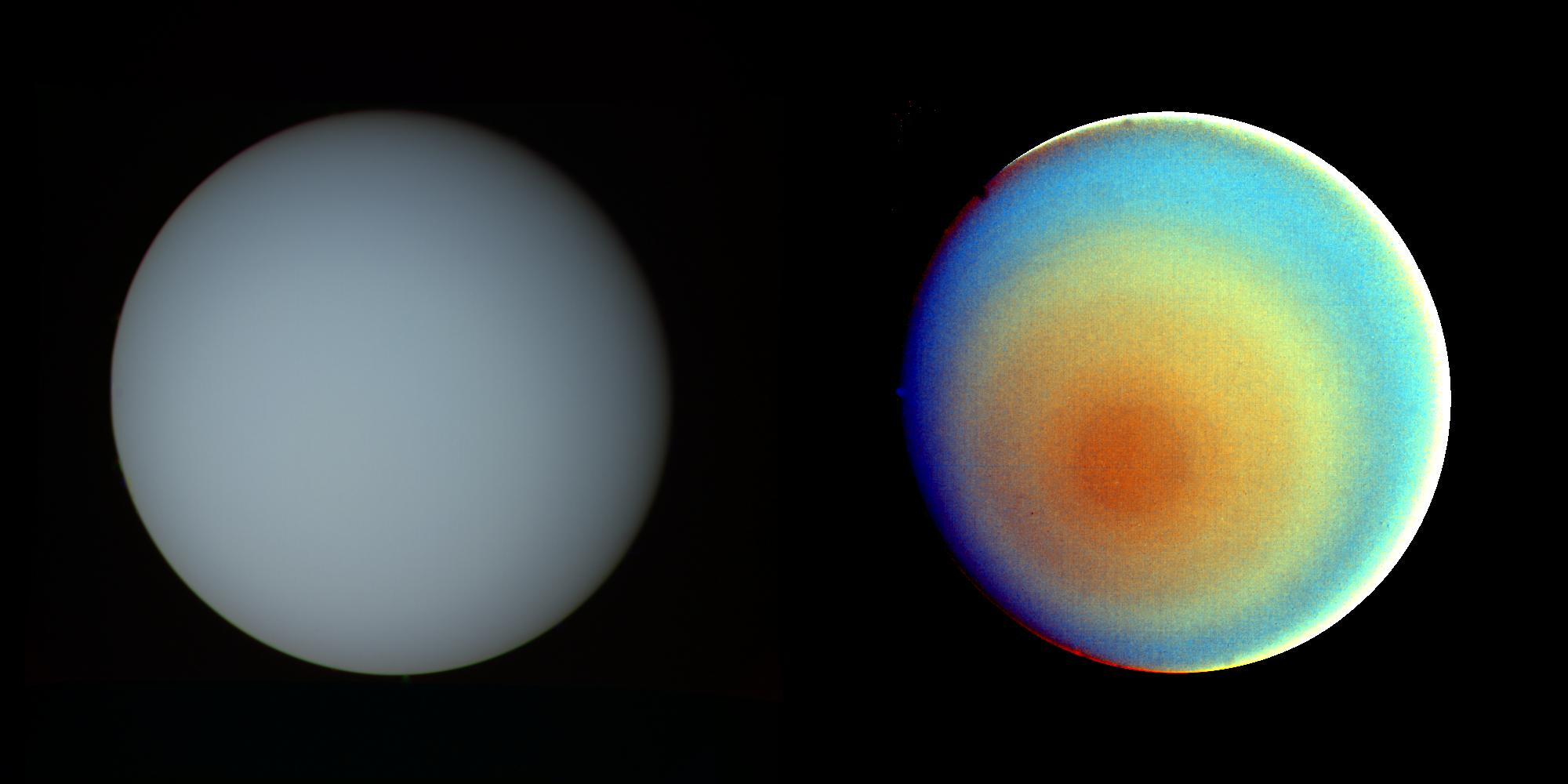
Południowa półkula Urana w kolorach bliskich naturalnym (po lewej) oraz w podczerwieni (z prawej), widziana przez sondę Voyager 2 ukazuje słabe pasma chmur i atmosferyczną czapę polarną

W paśmie nadfioletu i światła widzialnego atmosfera Urana wydaje się niezwykle spokojna w porównaniu z atmosferami innych gazowych olbrzymów, a nawet Neptuna, do której jest bardzo podobna. Kiedy Voyager 2 przeleciał w pobliżu Urana w 1986, zaobserwował łącznie dziesięć chmur na całej planecie. Jedno z proponowanych wyjaśnień wskazuje przyczynę tego braku widocznych struktur w tym, że strumień cieplny pochodzący z wnętrza Urana jest znacznie niższy, niż w przypadku pozostałych planet-olbrzymów. Najniższa temperatura zarejestrowana w tropopauzie Urana to 49 K, co powoduje, że Uran jest najzimniejszą planetą w Układzie Słonecznym, chłodniejszą niż Neptun.

### Struktura, wiatr i chmury

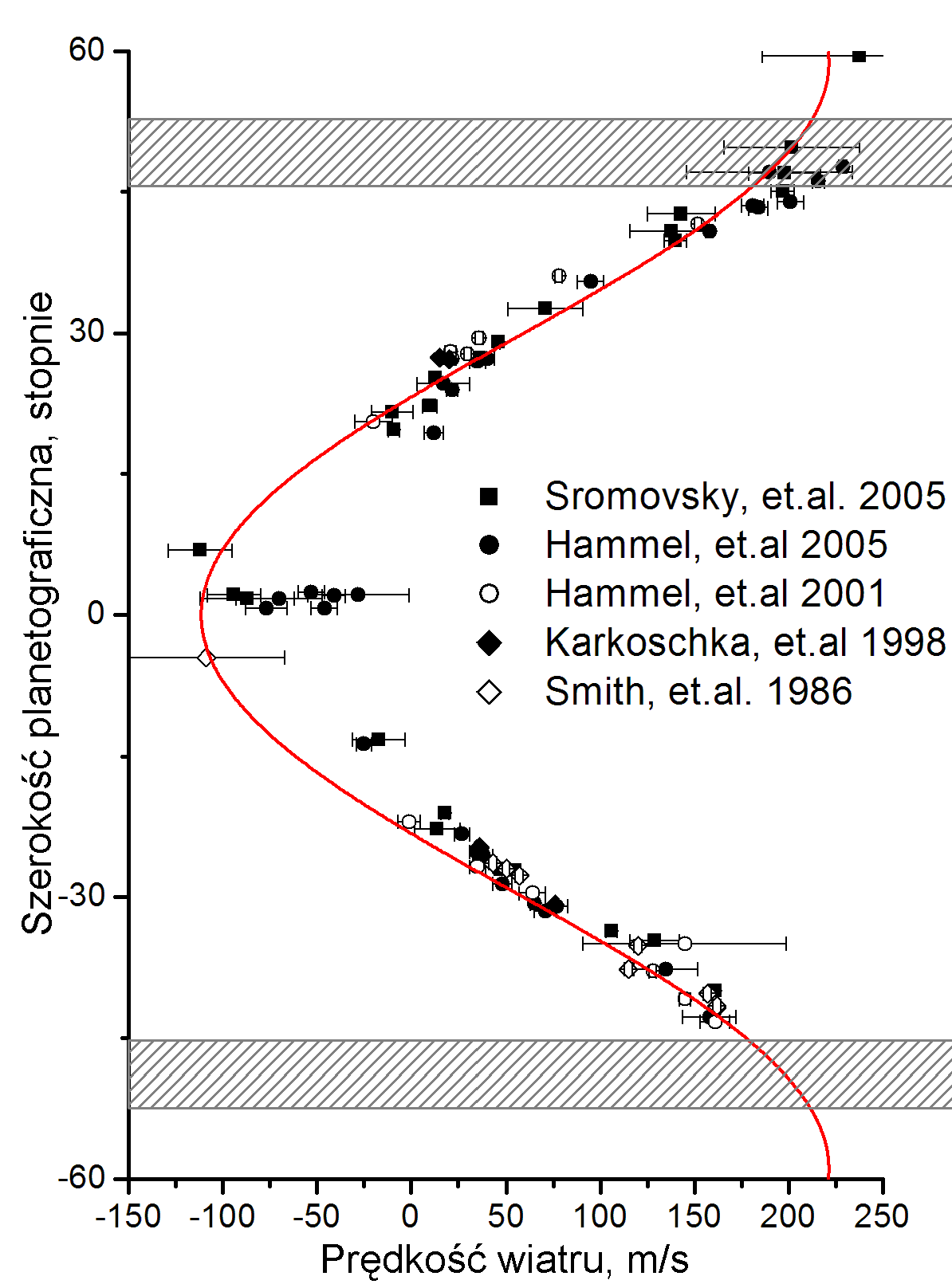
Prędkości wiatru na Uranie w zależności od szerokości planetograficznej. Zacienione obszary wskazują południowy „kołnierz” i jego powstający północny odpowiednik. Czerwona krzywa jest symetrycznie dopasowana do danych.

Widoczną południową półkulę Urana można podzielić na dwa regiony: jasną czapę polarną (obszar otaczający biegun południowy) i ciemny pas równikowy (patrz rysunek po prawej). Ich granica znajduje się około −45 stopnia szerokości planetograficznej. Wąski pas rozciągający się między 45 a 50° S jest najjaśniejszą dużą formacją na widocznej powierzchni planety. Jest nazywany południowym „kołnierzem”. Uważa się, że czapę i kołnierz tworzą gęste chmury metanu, istniejące w zakresie ciśnień od 1,3 do 2 barów (patrz wyżej). Oprócz tej wielkoskalowej struktury Voyager 2 zaobserwował dziesięć małych jasnych chmur, z których większość znajdowała się o kilka stopni na północ od kołnierza. We wszystkich innych aspektach Uran wyglądał w 1986 jak dynamicznie martwa planeta. Sonda dotarła do planety w czasie, gdy na półkuli południowej panowało lato i nie mogła obserwować zjawisk zachodzących na półkuli północnej. Jednak na początku XXI wieku, kiedy w okolice bieguna północnego powróciło światło słoneczne, teleskop Hubble’a i teleskopy Kecka początkowo nie zaobserwowały ani kołnierza, ani czapy polarnej na półkuli północnej. Uran okazał się asymetryczny: jasny w pobliżu bieguna południowego i jednolicie ciemny w regionie na północ od południowego kołnierza. Jednak w 2007, gdy Uran przeszedł przez równonoc, południowy kołnierz niemal zniknął, zaś na półkuli północnej pojawił się słaby kołnierz, na szerokości blisko 45° N.

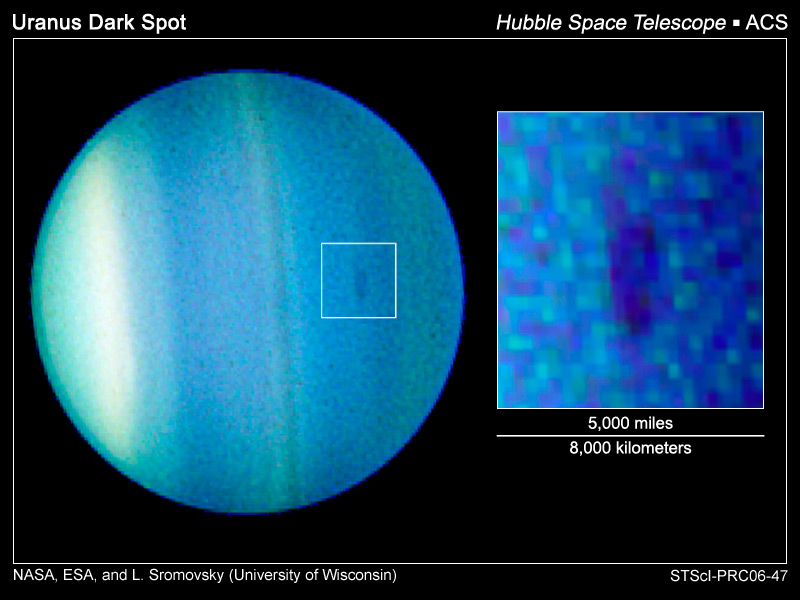
Pierwsza obserwacja Ciemnej Plamy na Uranie (we wzmocnionych kolorach), ACS na HST, 2006

W latach dziewięćdziesiątych XX w. liczba zaobserwowanych jasnych obłoków znacznie wzrosła, częściowo dlatego, że stały się dostępne nowe techniki obrazowania o wysokiej rozdzielczości. Najwięcej ich stwierdzono na półkuli północnej, gdy stała się ona w większym stopniu widoczna. Początkowe wyjaśnienie, że chmury są łatwiejsze do zidentyfikowania w ciemnej części planety, a na półkuli południowej skrywa je jasny kołnierz, okazało się błędne: liczba chmur w atmosferze faktycznie wzrosła. Niemniej jednak istnieją różnice między chmurami na każdej półkuli. Północne chmury są mniejsze, wyraźniejsze i jaśniejsze. Wydaje się, że leżą na większej wysokości. Żywotność chmur obejmuje kilka rzędów wielkości: niektóre małe chmury mogą istnieć przez kilka godzin, podczas gdy co najmniej jedna burza na południowej półkuli trwa od czasu przelotu Voyagera 2. Ostatnie obserwacje dowiodły również, że układy chmur na Uranie są podobne do tych obserwowanych na Neptunie. Przykładowo, na Neptunie występują ciemne plamy, będące antycyklonami; w 2006 na Uranie sfotografowano pierwszą taką plamę. Przypuszcza się, że Uran staje się bardziej podobny do Neptuna w okresie równonocy.
Śledzenie ruchu chmur pozwoliło określić układ równoleżnikowych wiatrów w górnej troposferze Urana. Na równiku wieją wiatry wsteczne, czyli wiejące w kierunku przeciwnym do obrotu planety. Ich prędkość jest w granicach od −100 do −50 m/s. Prędkość wiatru wzrasta wraz z odległością od równika, osiągając wartości zerowe w pobliżu ±20° szerokości planetograficznej; w tym obszarze troposfera osiąga minimalną temperaturę. Bliżej biegunów wiatry wieją zgodnie z kierunkiem obrotu planety. Prędkość rośnie z szerokością planetograficzną, osiągając maksimum przy ±60° i spada do zera na biegunach. Prędkość wiatru na szerokości 40° S waha się w zakresie od 150 do 200 m/s. Ponieważ kołnierz i czapa skrywają wszystkie chmury na wyższych szerokościach półkuli południowej, pomiary prędkości wiatru są niemożliwe. Natomiast na drugiej półkuli, w pobliżu 50 stopnia szerokości planetograficznej północnej obserwowana jest najwyższa prędkość, nawet do 240 m/s.

### Wahania sezonowe

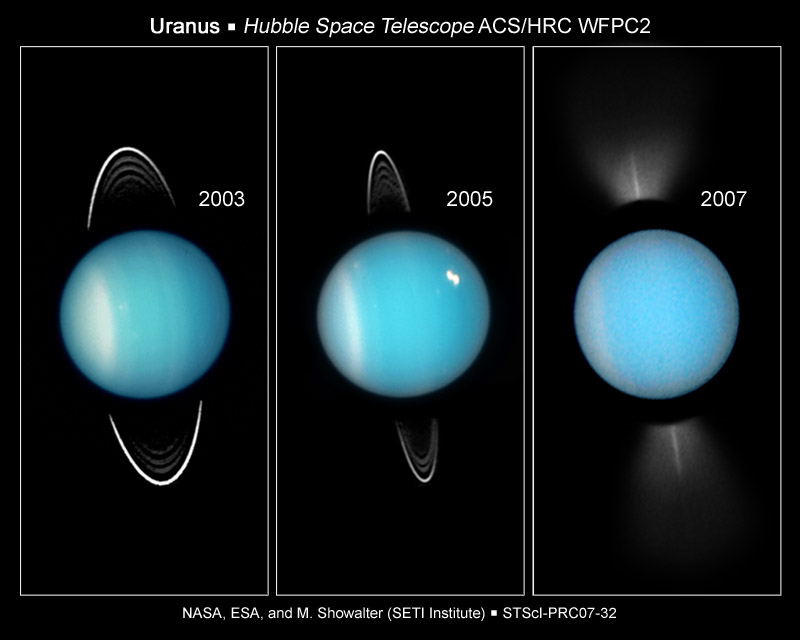
Zdjęcia Urana w latach 2003–2007 – widoczne są zmiany obrazu pierścieni oraz zmiany zachodzące w atmosferze, zwłaszcza blaknięcie południowego kołnierza

Przez krótki okres od marca do maja 2004 w atmosferze Urana pojawiło się wiele dużych chmur, nadając mu wygląd podobny do Neptuna. Obserwacje ujawniły rekordową prędkość wiatru na planecie, 229 m/s (824 km/h), oraz utrzymującą się widowiskową burzę, przezwaną „fajerwerkami na 4 lipca”. 23 sierpnia 2006 naukowcy ze Space Science Institute (Boulder w stanie Colorado) oraz University of Wisconsin obserwowali ciemną plamę na powierzchni Urana, dającą astronomom lepszy wgląd w aktywność atmosferyczną planety. Przyczyna nagłego nasilenia zjawisk pogodowych nie jest do końca znana, ale wydaje się, że ekstremalne nachylenie osi Urana powoduje ekstremalne zmiany sezonowe. Określenie charakteru tej sezonowej zmiany jest trudne, ponieważ dobre dane na temat atmosfery Urana można zebrać dopiero obserwując Urana przez cały rok, który trwa na planecie 84 lata ziemskie. Do tej pory dokonano jednak wielu odkryć. Badania fotometryczne w ciągu pół uranowego roku (od 1950) wykazały regularne zmiany jasności w dwóch zakresach spektralnych, z maksimami występującymi podczas przesilenia i minimami podczas równonocy. Podobne okresowe wahanie, z maksimum przy przesileniu, odnotowano w pomiarach promieniowania mikrofalowego w głębokiej troposferze, rozpoczętych w latach 60. Pomiar temperatury w stratosferze, rozpoczęty w latach siedemdziesiątych, również wykazał maksymalne wartości około przesilenia w 1986. Uważa się, że większość tych zmian występuje z powodu zmian w geometrii obserwacji.
Jest jednak kilka powodów, by sądzić, że na Uranie występują sezonowe zmiany fizyczne. Choć wiadomo, że planeta posiada jasny południowy region polarny, biegun północny jest dość ciemny, co jest niezgodne z modelem sezonowych zmian opisanych powyżej. Podczas poprzedniego przesilenia na północnej półkuli w 1944 Uran wykazywał podwyższony poziom jasności, co sugeruje, że północna półkula nie zawsze była tak ciemna. To oznacza, że widoczny biegun rozjaśnia się jakiś czas przed przesileniem i ciemnieje po równonocy. Szczegółowa analiza danych w zakresie promieniowania widzialnego i mikrofal wykazała, że okresowe zmiany jasności nie są całkowicie symetryczne wokół przesilenia, co również wskazuje na zmiany w południkowych cechach albedo. Wreszcie w latach 90. XX wieku, gdy Uran przeszedł przez przesilenie, obserwacje teleskopem Hubble’a i naziemne wykazały, że południowa czapa polarna zauważalnie pociemniała (z wyjątkiem południowego kołnierza, który pozostał jasny), podczas gdy na półkuli północnej wykazano zwiększenie aktywności w postaci nowych formacji chmur i silniejszych wiatrów, zwiększając oczekiwania, że północne okolice polarne wkrótce powinny pojaśnieć. To zjawisko istotnie rozpoczęło się w 2007 po równonocy: ukazał się słaby północny kołnierz polarny, natomiast południowy kołnierz stał się niemal niewidoczny, choć równoleżnikowy profil wiatrów pozostał lekko asymetryczny; wiatry na północy są nieco słabsze niż na południowej półkuli.
Mechanizm zmian fizycznych nadal nie jest jasny. W okresie letniego i zimowego przesilenia półkule Urana znajdują się na przemian w pełnym blasku promieni słonecznych lub pogrążone w ciemności. Rozjaśnienie nasłonecznionej półkuli wynika z lokalnego pogrubienia warstwy chmur metanu i warstw mgły znajdujących się w troposferze. Jasny kołnierz na −45° szerokości planetograficznej również tworzą chmury metanu. Inne zmiany w południowym regionie polarnym mogą być wyjaśnione przez zmiany w niższych warstwach chmur. Zmiany promieniowania mikrofalowego w widmie emisyjnym planety są prawdopodobnie spowodowane przez głębokie zmiany cyrkulacji w troposferze, ponieważ grube polarne chmury i mgła mogą hamować konwekcję. W okresie wiosennej i jesiennej równonocy na Uranie dynamika się zmienia i konwekcja może pojawić się ponownie.

## Powstanie planety
Panuje przekonanie, że różnice pomiędzy lodowymi i gazowymi olbrzymami dotyczą także procesu ich formowania. Uważa się, że Układ Słoneczny powstał z ogromnego, w przybliżeniu kulistego obłoku gazowo–pyłowego zwanego mgławicą przedsłoneczną. Znaczna część gazowej mgławicy, złożona głównie z wodoru i helu, utworzyła Słońce, podczas gdy ziarna pyłu łączyły się i zderzały, tworząc pierwsze protoplanety. Ponieważ protoplanety stale rosły, niektóre z nich zyskały wystarczająco dużą masę, aby przyciągnąć gaz pozostały w mgławicy. Przyciągając więcej gazu, stawały się masywniejsze, co pozwalało im przyciągać więcej gazu, aż do punktu krytycznego, w którym ich rozmiary zaczęły rosnąć w postępie geometrycznym. Lodowe olbrzymy zdołały zgromadzić gaz o masie zaledwie kilku mas Ziemi i nigdy nie osiągnęły tego punktu krytycznego. Najnowsze symulacje migracji planet sugerują, że oba lodowe olbrzymy powstały bliżej Słońca, niż się obecnie znajdują, i zmieniły orbity na skutek oddziaływania z innymi planetami. Zjawiska te objaśnia szczegółowo tzw. model nicejski.

## Księżyce

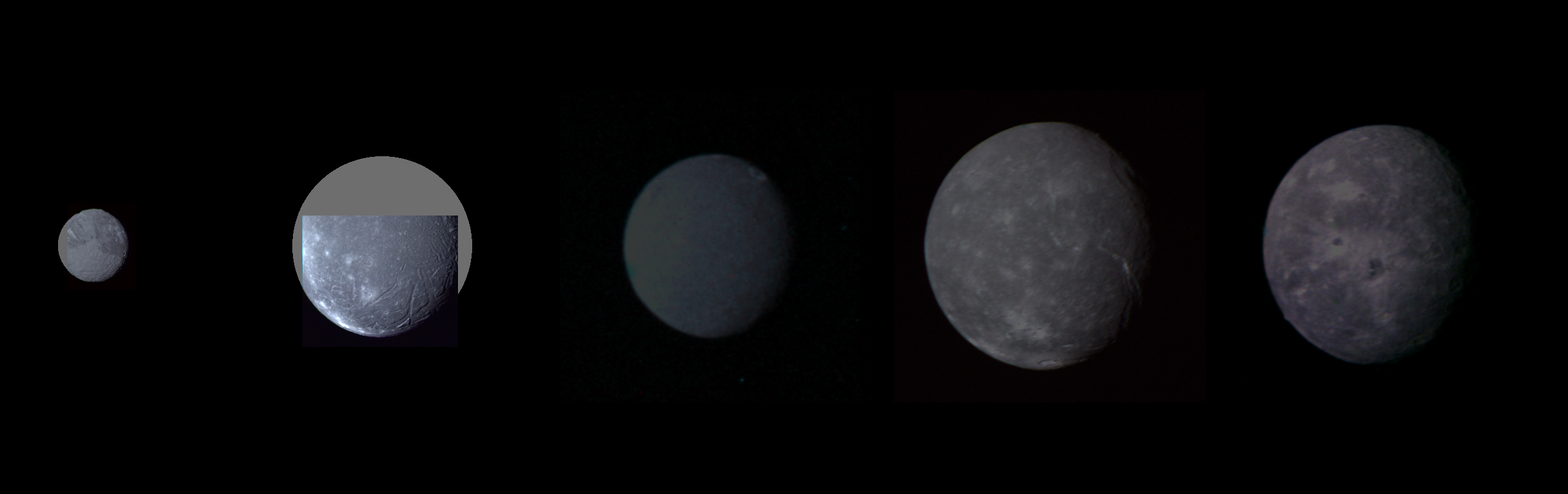
Największe księżyce Urana w naturalnych proporcjach, Voyager 2

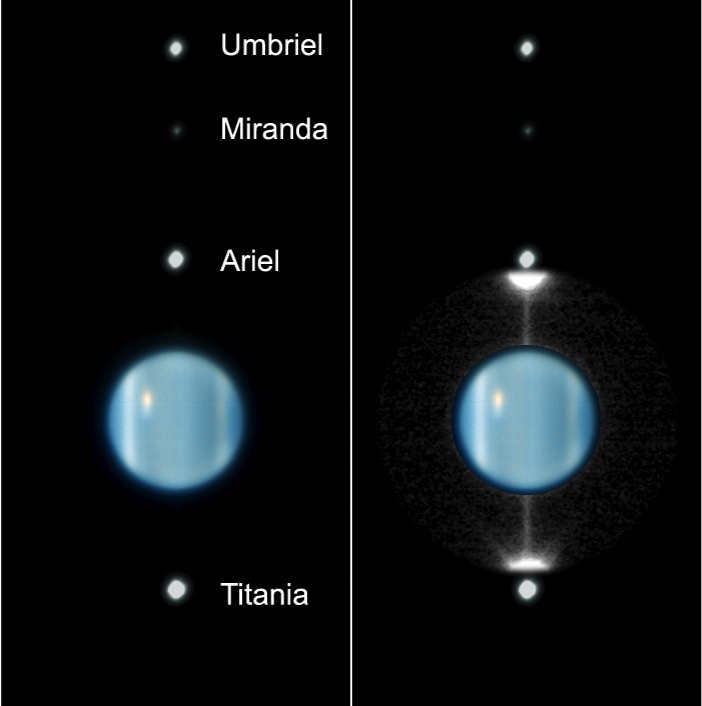
System księżyców Urana, ESO

Uran ma 29 znanych księżyców. Ich nazwy są związane z postaciami z dzieł Williama Szekspira i Alexandra Pope’a. Pięć największych satelitów to Miranda, Ariel, Umbriel, Tytania i Oberon. System satelitarny Urana jest najmniej masywny wśród planet-olbrzymów, łączna masa pięciu głównych satelitów stanowi mniej niż połowę masy Trytona. Największy z księżyców, Tytania, ma promień 788,9 km, mniejszy niż połowa promienia ziemskiego Księżyca, ale nieco większy niż Rea, drugi co do wielkości księżyc Saturna, co sprawia, że Tytania jest ósmym co do wielkości księżycem w Układzie Słonecznym. Ciała te mają stosunkowo małe albedo: od 0,20 dla Umbriela do 0,35 dla Ariela (w świetle zielonym). Są to księżyce lodowe, złożone z lodu i skał w mniej więcej równych proporcjach. Lód może zawierać dodatek amoniaku i dwutlenku węgla.
Wśród tych satelitów powierzchnia Ariela wydaje się być najmłodszą (z najmniejszą liczbą kraterów), a Umbriela – najstarszą. Miranda posiada kaniony głębokie na 20 kilometrów, warstwy odsłonięte na kształt tarasów i chaotyczną mozaikę obszarów o różnym wieku i topografii. Uważa się, że w przeszłości geologicznej wnętrze Mirandy było rozgrzewane przez siły pływowe; miało to miejsce w czasie, gdy jej orbita była bardziej ekscentryczna niż obecnie, prawdopodobnie na skutek dawnego rezonansu orbitalnego 3:1 z Umbrielem. Procesy rozciągające powierzchnię, związane z wznoszeniem się diapirów są prawdopodobną przyczyną pochodzenia tzw. koron – rozległych obszarów równoległych szczelin, przypominających wyglądem tory wyścigowe. Podobnie uważa się, że Ariel w przeszłości był w rezonansie 4:1 z Tytanią.

## Obiekty koorbitalne
Mimo że oddziaływanie grawitacyjne innych planet olbrzymów sprawia, że punkty libracyjne Lagrange’a (L4 i L5) nie są stabilne, odkryte zostały trzy obiekty koorbitalne, poruszające się po orbitach bardzo podobnych do Urana i pozostające w rezonansie 1:1 z nim. Planetoida o oznaczeniu 2011 QF99 jest pierwszą znaną planetoidą trojańską na orbicie tej planety, a dwa inne centaury, (83982) Crantor i 2010 EU65 poruszają się względem Urana po orbitach w kształcie podkowy.

## Badania

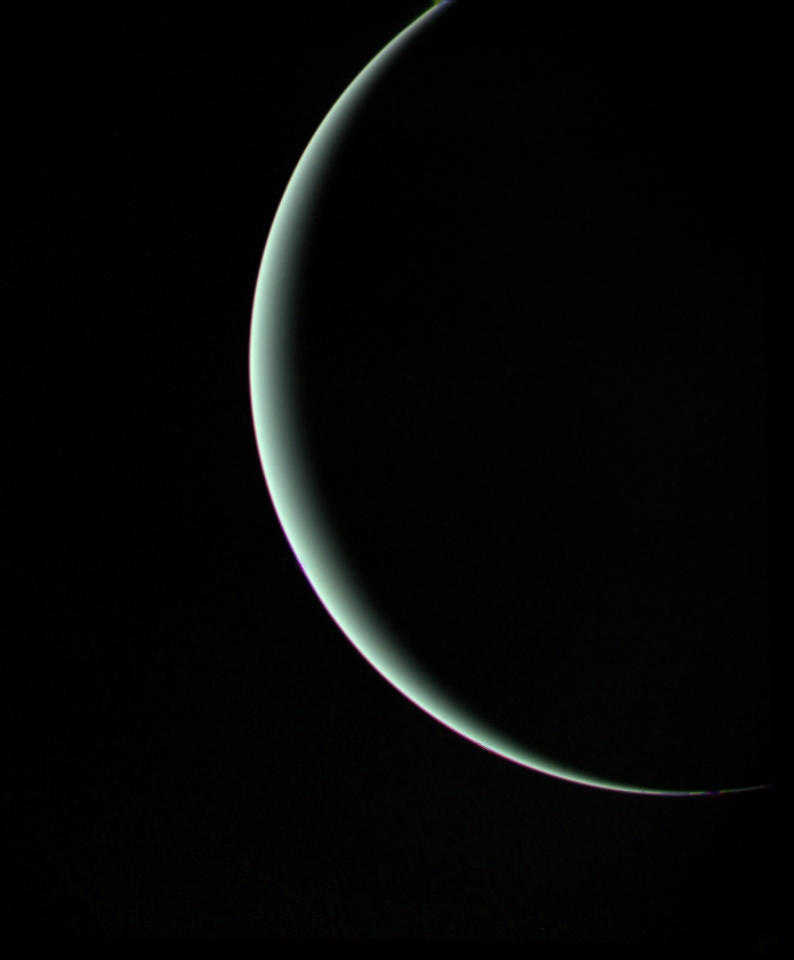
Uran sfotografowany przez Voyagera 2, podczas odlotu sondy w kierunku Neptuna

W 1986 sonda Voyager 2 dotarła do Urana. Ta pierwsza wizyta miała charakter rekonesansu, nie było planowane wejście na orbitę ani szczegółowe badania planety. Wystrzelony w 1977 Voyager 2 znalazł się najbliżej Urana 24 stycznia 1986, około 81 500 km od górnej warstwy chmur planety, a następnie kontynuował podróż w kierunku Neptuna. Sonda badała strukturę i skład chemiczny atmosfery, odkryła 10 nowych księżyców Urana i obserwowała wyjątkowe zjawiska pogodowe na planecie, związane z nachyleniem jej osi obrotu. Voyager badał również pole magnetyczne, jego nieregularną strukturę, nachylenie i unikatowy, skręcony „ogon magnetosferyczny” istniejący dzięki wyjątkowej orientacji osi Urana. Dokonał pierwszych szczegółowych obserwacji pięciu największych księżyców, sfotografował dziewięć znanych pierścieni, odkrył także dwa nowe.
Według danych z 2022 roku agencja kosmiczna NASA rozważała możliwość opracowani misji do Urana, która mogłaby składać się z orbitera i sondy atmosferycznej. Misja ta miałaby wykorzystać asystę grawitacyjną Jowisza, by dotrzeć szybciej do Urana – w ciągu 13 lat. Gdyby udało się wystrzelić sondę w roku 2031 lub 2032, to mogłaby dotrzeć do Urana w roku 2044 lub 2045. W roku 2023 poinformowano jednak, że realizacja misji w tym czasie będzie niemożliwa z powodu ograniczonej dostępności plutonu-238 do zasilania sond kosmicznych. W takim przypadku lot sondy wysłanej do planety w dalszej części lat 30. XXI wieku będzie trwał około 15 lat.

## Kultura
W astrologii planeta Uran () rządzi znakiem Wodnika. Ponieważ Uran jest w kolorze cyjanowym i wiąże się go z elektrycznością, to kolor „elektrycznego błękitu”, zbliżony do cyjanu, jest powiązany ze znakiem Wodnika.
Pierwiastek chemiczny uran, odkryty w 1789 przez niemieckiego chemika Martina Klaprotha, został nazwany na cześć nowo odkrytej planety.
Uranus, the Magician jest jedną z siedmiu części suity Gustava Holsta The Planets, napisanej między rokiem 1914 a 1916.
Podczas II wojny światowej przeprowadzona przez wojsko radzieckie operacja Uran, mająca na celu odbicie Stalingradu, stała się punktem zwrotnym w wojnie z III Rzeszą.